# Windows XP 64-bit Edition
Windows XP 64-bit Edition – wersja systemu Windows XP firmy Microsoft, zaprojektowana dla procesorów Intel Itanium, działających w natywnym trybie 64-bitowym. Systemu tego nie należy mylić z Windows XP Professional x64 Edition, wersją przeznaczoną dla procesorów z rodziny x86 obsługujących rozkazy 64-bitowe.
Na rynku pojawiły się dwie ważniejsze wersje systemu Windows 64-bit Edition:
- Windows XP 64-bit Edition for Itanium Systems, Version 2002 – system bazujący na kodzie Windows XP, dostępny od roku 2001.
- Windows XP 64-bit Edition, Version 2003 – system bazujący na kodzie Windows Server 2003, obsługujący dodatkowo procesory Itanium 2, dostępny od 28 marca 2003.

System Windows XP 64-bit Edition nie należy do podówczas rozwijanej serii systemów Windows XP (Home, Professional, Media Center Edition, Tablet), lecz stanowi oddzielną edycję użyteczną tylko dla posiadaczy procesorów Itanium obsługujących pełne instrukcje 64-bitowe. Jest jednak w dużej mierze podobny do systemu Windows XP Professional, prócz kilku podstawowych kwestii:
- Pierwotna wersja systemu nie była wyposażona przez producenta w aplikacje multimedialne, takie, jak Windows Media Player, NetMeeting, Windows Movie Maker, czy zintegrowane funkcje nagrywania płyt CD. Windows Media Player i NetMeeting zostały dodane do systemu w edycji 2003.
- Z systemu usunięto szereg starszych technologii, w tym DAO, bazę danych Jet i NTVDM, wskutek czego system nie obsługiwał aplikacji MS-DOS, POSIX, OS/2 i szesnastobitowych programów Windows.

Z drugiej strony, odwrotnie, niż miało to miejsce w poprzednich portach architektury Windows (Windows NT 4.0 dla architektury PowerPC, MIPS R4x00, czy Alpha), Windows XP 64-bit Edition był w stanie uruchamiać standardowe 32-bitowe aplikacje procesorów x86 poprzez zastosowaną warstwę emulacyjną WOW64 (Windows on Windows64). Wprawdzie pierwszy procesor Itanium był wyposażony w sprzętowy dekoder rozkazów IA-32, jednak wydawał się on zbyt wolny do dekodowania rozkazów w czasie rzeczywistym – prędkość szacowana była na 400 MHz. Microsoft stworzył więc we współpracy z Intelem oprogramowanie dokonujące tłumaczenia rozkazów 32-bitowych na 64-bitowe i nazwał je IA-32 Execution Layer. Rozwiązanie pozwalało na translację rozkazów 32-bitowych procesorów x86 do postaci 64-bitowej IA-64, zezwalając na uruchamianie starszych aplikacji, jednak ze sporą stratą wydajności w stosunku do kodu natywnego.

## Krytyka
System Windows XP 64-bit Edition nie był w stanie korzystać z 32-bitowych sterowników i usług (oprócz kodeków, takich jak XviD, które w zasadzie były 32-bitowymi bibliotekami DLL, a więc możliwe było ich uruchomienie pod warunkiem korzystania z 32-bitowych odtwarzaczy). Z tych względów wiele (szczególnie starszych) urządzeń nie jest kompatybilnych z tą wersją Windows. Producenci urządzeń mogą zazwyczaj łatwo napisać nowe sterowniki dla starszych urządzeń, jednak tego się nie podejmują, aby zwiększyć sprzedaż nowego sprzętu.
Producent systemu nie dostarcza już do niego aktualizacji zabezpieczeń, z powodu pojawienia się na rynku nowocześniejszej edycji Windows XP Professional x64 Edition. Fani rozrywki komputerowej rzadko instalowali wersję 64-bitową systemu, ze względu na fakt, że zgodne z nią komputery niemal nigdy nie były wykorzystywane w celach rozrywkowych.